# 堅尼地城（西寧街）巴士總站
堅尼地城巴士總站，位於香港香港島中西區堅尼地城西寧街招商局貨倉對面，即西寧街與域多利道交界處旁，鄰近域多利亞公眾殮房及已拆卸的新巴堅尼地城車廠。
巴士總站採用傳統平行單排月台設計，設有3條車坑道，以及1條三車坑道。雖然面積較其他巴士總站細，卻容納不少過海路線。本總站交通極為繁忙，西寧街路邊經常泊滿休息車輛。鑒於此站長期爆滿，堅尼地城區內不少路邊須作巴士總站之用；即使區內另一總站卑路乍灣巴士總站於1999年啟用，收納區內部分路線，此站卻未有路線遷往該處，站內擠迫問題並無改善。
此站目前由新巴及城巴命名為「堅尼地城」；被冠予車站編號「1152」，以及地點代號「KET」，員工內部日常溝通則直接稱之為「西環」。
另外，於巴士總站以南，堅尼地城巴士站休憩處外、西寧街交界以西的一段域多利道北行，設有只設1個站位的巴士中途站，被城巴及新巴命名為「西寧街」（英語：Sai Ning Street），車站編號1162，被冠予地點代號「SNS」。城巴以往曾稱之為「堅尼地城巴士總站」（Kennedy Town Bus Terminus）。

## 周邊設施
此站鄰近招商局貨倉、耀基工廠大廈、域多利道60號、域多利亞公眾殮房、西寧街公廁、香港拜仁里恒信託協會堅尼地城海外家庭傭工中心、堅尼地城臨時遊樂場、東華痘局紀念花園。
總站旁邊設有「堅尼地城巴士站休憩處」及「堅尼地城巴士總站西寧街公廁」，供公眾使用。

## 路線資料

### 過往路線
- 城巴1號線（縮短至至中環（港澳碼頭）巴士總站）
- 城巴5P線（已取消）
- 過海隧道巴士811線（已取消）
- 過海隧道巴士904線（延長至卑路乍灣巴士總站）

## 車坑分佈
| 車坑分佈（以入口最左邊起計） | 車坑分佈（以入口最左邊起計） | 車坑分佈（以入口最左邊起計） |
| 車坑編號                     | 車坑數目                     | 路線                         |
| ---------------------------- | ---------------------------- | ---------------------------- |
| 1                            | 單坑                         | 過海隧道巴士101、101X線      |
| 2                            | 單坑                         | 過海隧道巴士104線            |
| 3                            | 四坑                         | 城巴5B、5X、10、N8X線        |

## 未來發展
2023年5月，政府就西寧街與域多利道交界的住宅地皮進行招標，地盤面積逾2.4萬平方呎，最高樓面面積逾24.3萬平方呎，現規劃為「住宅（甲類）」用途，中標者日後可選擇發展純住宅用途或作混合式發展，但必須興建一個全新公共交通總站及全權負責設計及興建新公廁。地皮截標當日接獲6份標書，包括鷹君、會德豐地產、長實、新地和嘉華。而信置則夥拍招商局置地入標。到7月7日，地皮由會德豐地產以17.2億元（即每呎樓面地價約7070元）奪得。會德豐地產副主席兼常務董事黃光耀估計日後會發展中小型單位為主。